# Hirché
Hirché ou encore appelé Zawada est une localité du Cameroun située dans le département du Mayo-Tsanaga et la Région de l'Extrême-Nord, dans les monts Mandara, à proximité de la frontière avec le Nigeria. Elle fait partie de la commune de Koza  et du canton de Gaboua.

## Géographie
Hirché  se trouve dans la partie montagneuse du territoire de la commune.

## Population
En 1966-1967, la localité comptait 1 453 habitants, pour la plupart des Mineo. Elle était alors inaccessible en voiture.
Lors du recensement de 2005, on y a dénombré 3 813 personnes.